# 伊勢崎站
伊勢崎站（日语：／ Isesaki eki */?）位於日本群馬縣伊勢崎市曲輪町，是東日本旅客鐵道（JR東日本）、東武鐵道的鐵路車站。伊勢崎線以此站為終點。

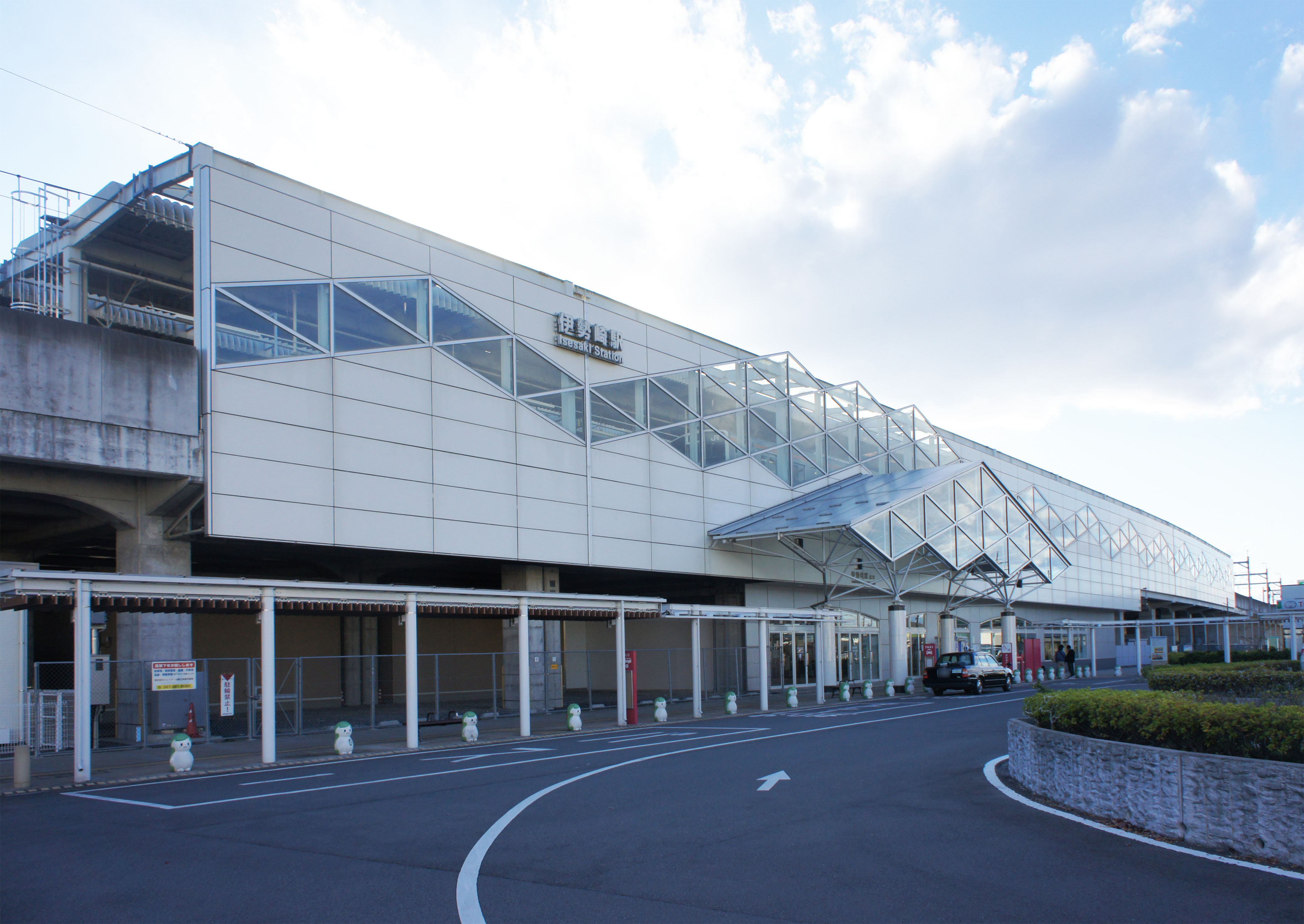
北口（2021年11月）

## 历史
- 1889年（明治22年）11月20日：兩毛鐵道前橋站 - 桐生站間通車[1][2]，本站開業[3]。
- 1897年（明治30年）1月1日：日本鐵道收購兩毛鐵道[1]。
- 1906年（明治39年）11月1日：日本鐵道國有化，移交官設鐵道管轄[2]。
- 1910年（明治43年）7月13日：東武鐵道伊勢崎線太田站 - 本站通車[3][4]。
- 1934年（昭和9年）7月22日：第二代站房改建完工[3]。
- 1949年（昭和24年）6月1日：日本國有鐵道（國鐵）成立，本站為其所屬車站。
- 1968年（昭和43年）9月1日：小山 - 前橋站間電氣化[1]。
- 1982年（昭和57年）4月1日：廢除貨運業務。
- 1987年（昭和62年）4月1日：國鐵分割民營化，本站為東日本旅客鐵道（JR東日本）車站 [5][6]。
- 2000年（平成12年）10月：啟用自動驗票閘門。
- 2001年（平成13年）11月18日：JR東日本導入IC卡「Suica」。
- 2006年（平成18年）3月18日：太田 - 伊勢崎間開始一人控制[7]。
- 2007年（平成19年）3月18日：東武鐵道導入IC卡「PASMO」[7]。JR東日本⇔東武轉乘用以及東武出入場用的簡易IC卡驗票閘門也同時啟用。
- 2010年（平成22年）
  - 3月13日：東武鐵道臨時站房啟用。JR東日本與東武檢票口分離，廢除月台轉乘用簡易IC卡驗票閘門。
  - 5月30日：兩毛線高架化工程完工，新站房（兩毛線側）啟用[8]。北口與南口之間設置自由通道[8]。
- 2012年（平成24年）3月17日：東武線導入車站編號[9]。
- 2013年（平成25年）
  - 10月19日：東武伊勢崎線高架化工程完成，新站房（東武伊勢崎線側）啟用[10]。導入進站音樂。

## 車站構造
伊勢崎站周邊進行交通立體化後，JR部分魚2010年5月啟用高架新站房。兩毛線在改為高架車站後，北口與南口之間也增設自由通道。
東武部分也與JR一同整備，2013年10月啟用高架新站房。
高架車站啟用後，南口中央是通往站內自由通道的行人通道，其東側部分是巴士與計程車專用的圓環，西側是一般車用圓環。
JR側北口也有站前廣場。

### 檢票業務
2010年（平成22年）3月12日以前，JR東日本負責兩公司的出入站業務。因此車站設有JR東日本的自動驗票閘門、指定席售票機與綠色窗口，東武線僅發售乘車券與「兩毛」的特急券。
2007年（平成19年）3月18日以前，兩方屬於同一付費區，沒有轉乘檢票口。同日PASMO與Suica共通服務啟用開始，站內新設JR線 - 東武線轉乘用的簡易IC卡驗票機，使用IC卡乘車的旅客須感應過卡。
乘客若未感應過卡，則會以不同路線計算車資（多以經北千住計算）而有多扣款的可能。乘客若僅是要從本站直接搭乘東武線，檢票口與轉乘專用簡易IC卡驗票機都需感應過卡。
2010年（平成22年）3月13日起，東武專用的臨時站房啟用，兩方驗票口分離，東武開始處理售票業務。
2013年（平成23年）10月19日，東武的高架下站房完工。新站房沒有與JR的轉乘剪票口，須先行出站才能前往轉乘。

### JR東日本
本站是將業務委託給JR東日本車站服務的業務委託站，為採用島式月台2面3線構造的高架車站。2018年3月10日起，早晨時段不配置站員。2010年（平成22年）5月30日高架月台啟用。
1樓為剪票口，2樓為月台，站內設有四座電扶梯與兩座電梯。
本站起訖列車停靠2號線與3號線共用的中線軌道，3號線為下車月台，2號線為乘車月台。

#### 月台配置
| 月台 | 路線    | 方向 | 目的地   | 備註                                     |
| ---- | ------- | ---- | -------- | ---------------------------------------- |
| 1    | ■兩毛線 | 上行 | 高崎方向 |                                          |
| 2    | ■兩毛線 | 上行 | 高崎方向 | 線路共用。本站起訖上行與下行部分列車使用 |
| 3    | ■兩毛線 | 下行 | 小山方向 | 線路共用。本站起訖上行與下行部分列車使用 |
| 4    | ■兩毛線 | 下行 | 小山方向 |                                          |

（來源：JR東日本:車站構內圖 （页面存档备份，存于））

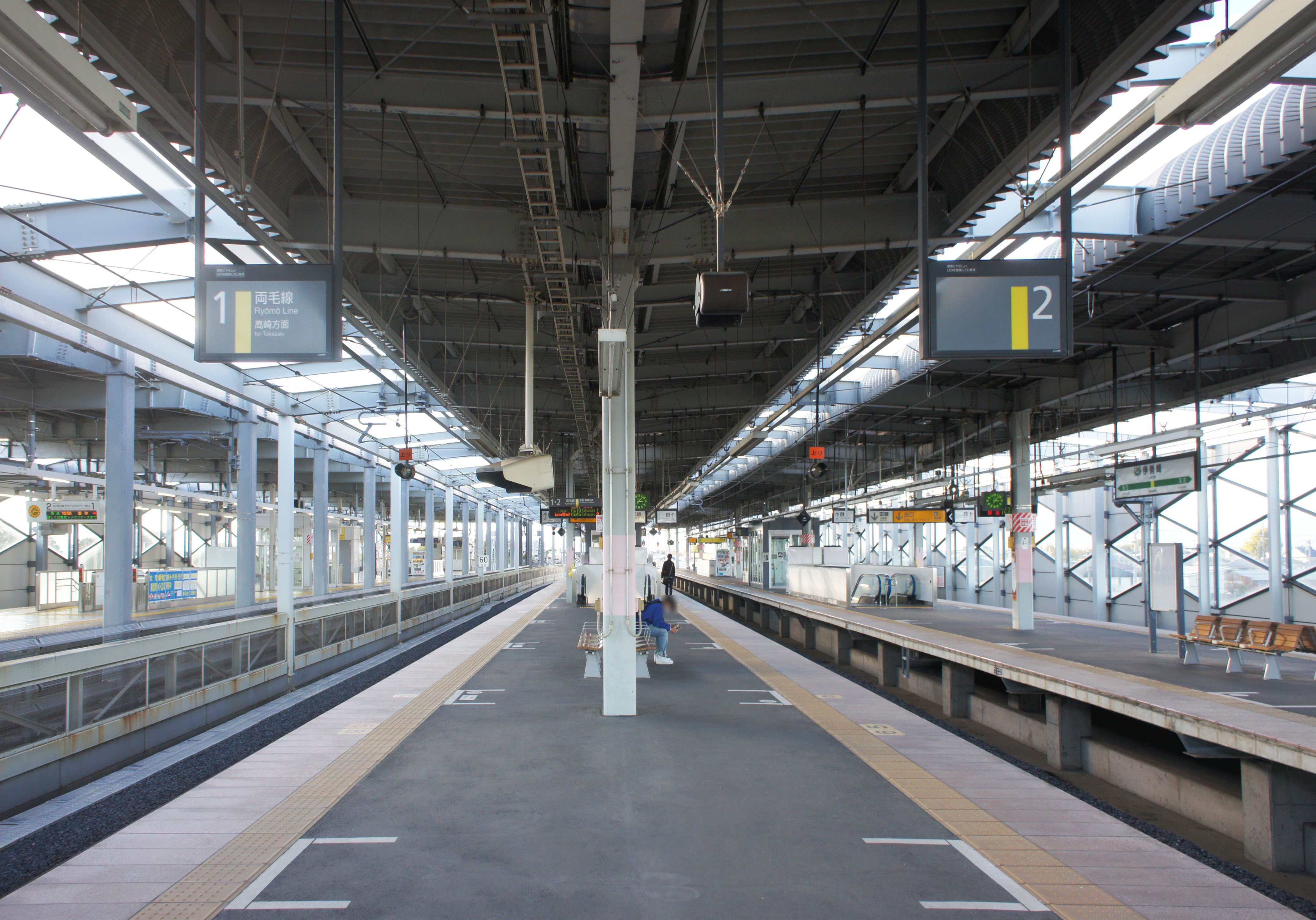
1・2號月台（2021年11月）
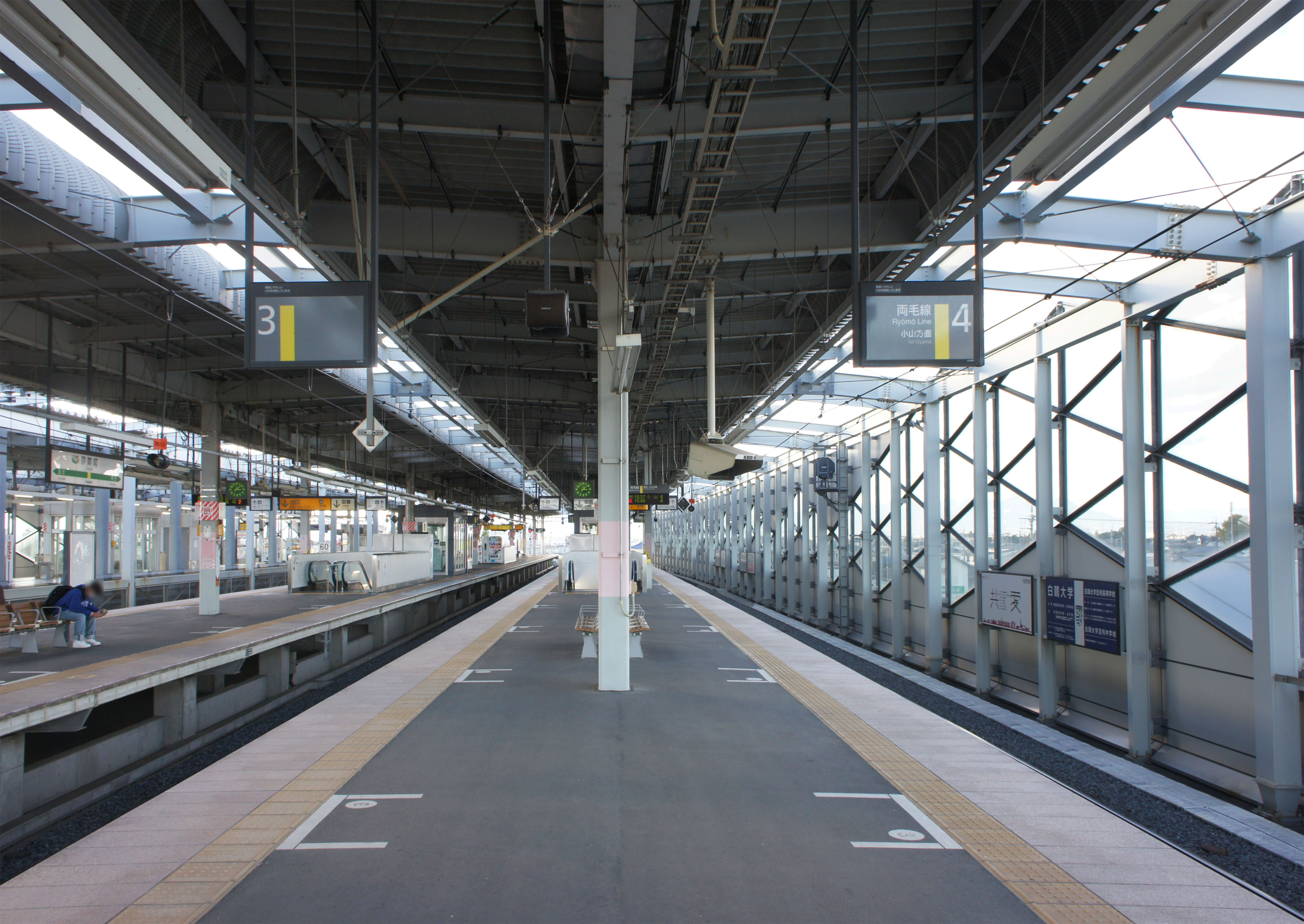
3・4號月台（2021年11月）
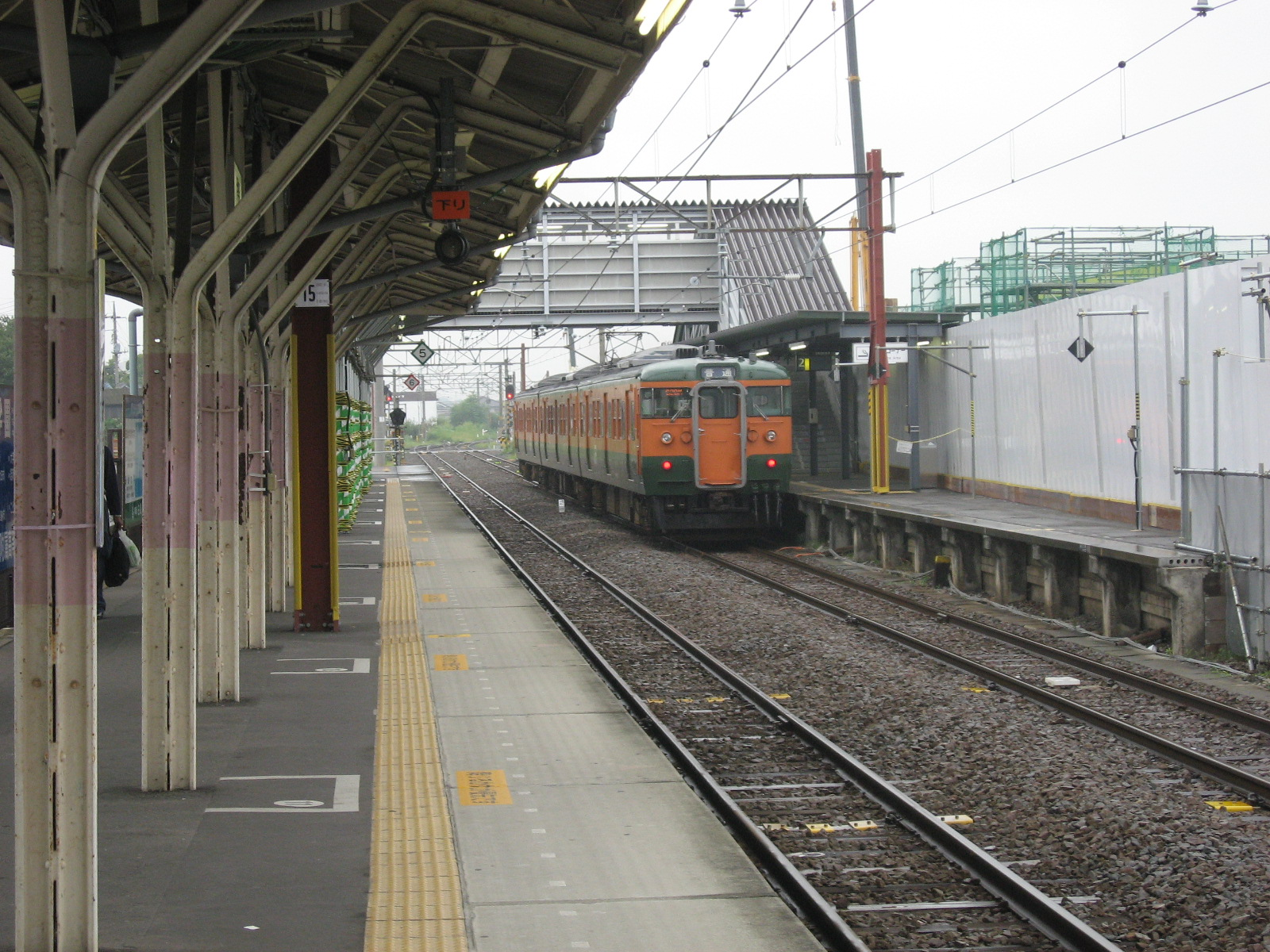
高架化前的月台（2008年8月）

### 東武鐵道
2013年（平成23年）10月19日完成高架化，現為島式月台1面2線終點車站。是東武鐵道最西邊的車站。車站編號TI 25。

#### 月台配置
| 月台 | 路線     | 目的地   |
| ---- | -------- | -------- |
| 1    | 伊勢崎線 | 淺草方向 |
| 2    | 伊勢崎線 | 淺草方向 |

- 地面車站時代的2010年3月12日以前與JR共用檢票口，因此月台編號接續JR月台曾為4、5號線。
- 月台約可停靠7輛編組。月台夜間可停放兩組三輛編組的列車。目前進站列車中最長的是六輛編組的兩毛號。配合過去普通列車直通淺草時代的6輛編組，伊勢崎線太田站 - 本站間各站都可停靠六輛編組列車。

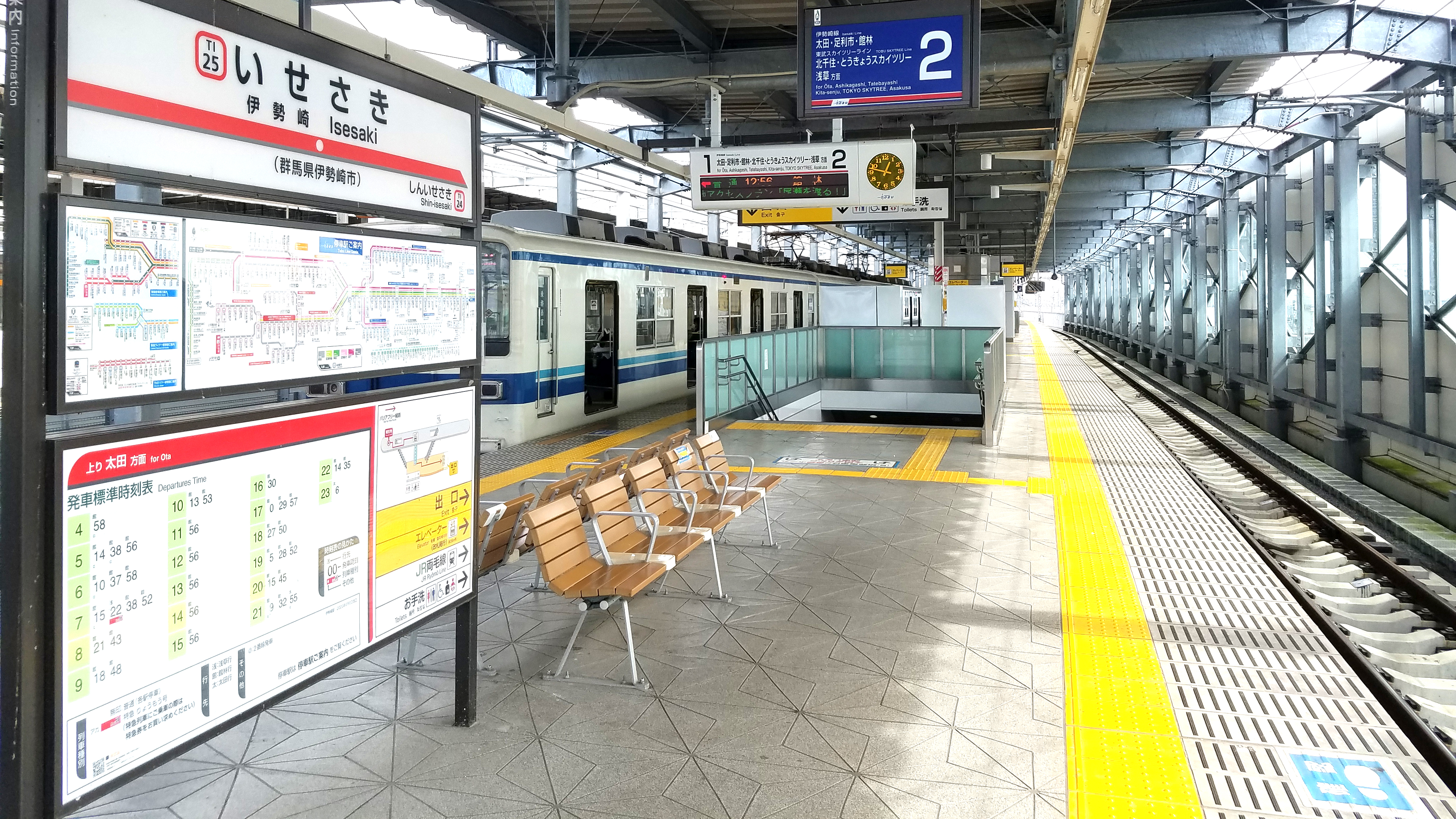
月台（2021年9月）

## 交通立體化
2000年（平成12年）度開始進行JR兩毛線 (約2.5km) 與東武伊勢崎線 (約2.2km) 的交通立體化（高架化）。
事業主體由群馬縣、伊勢崎市、東日本旅客鐵道、東武鐵道四者組成，將廢除JR兩毛線七處與東武鐵道伊勢崎線十三處、共計二十處的平交道，以解決道路阻塞並促成市區縫合。
2010年（平成22年）5月30日，兩毛線高架化。東武伊勢崎線則在2010年（平成21年）動工，2013年（平成23年）10月19日啟用高架車站。
兩毛線高架車站啟用時，增設連通南北兩側站前廣場的自由通道。
車站周邊也同時進行土地區劃整理事業，除了整備道路與站前廣場，也積極招商吸引商辦進駐周邊土地。
最初東武伊勢崎線規劃要在西側設置有效長度230公尺（約可停放一列10輛編組列車）的拖上線，但最後取消。

## 使用情況
- JR東日本 - 2019年度1日平均上車人次為6,058人[JR 1]。
  - 在群馬縣內的JR東日本車站中，次於高崎站、前橋站、新前橋站排行第4位。在兩毛線內（小山站－新前橋站之間）12個有人車站當中排行第4位。
- 東武鐵道 - 2018年度1日平均上下車人次為7,003人[東武 1]。

| 各年度1日平均使用人數 | 各年度1日平均使用人數 | 各年度1日平均使用人數   |
| 年度                  | JR東日本 （上車人次） | 東武鐵道 （上下車人次） |
| --------------------- | --------------------- | ----------------------- |
| 1998年（平成10年）    |                       | 5,798                   |
| 1999年（平成11年）    |                       | 5,454                   |
| 2000年（平成12年）    | 5,144                 | {5,346                  |
| 2001年（平成13年）    | 4,966                 | 4,991                   |
| 2002年（平成14年）    | 4,844                 | 5,010                   |
| 2003年（平成15年）    | 4,929                 | 5,308                   |
| 2004年（平成16年）    | 4,923                 | 5,378                   |
| 2005年（平成17年）    | 4,833                 | 5,356                   |
| 2006年（平成18年）    | 4,792                 | 5,333                   |
| 2007年（平成19年）    | 4,793                 | 5,337                   |
| 2008年（平成20年）    | 4,931                 | 5,444                   |
| 2009年（平成21年）    | 4,909                 | 5,372                   |
| 2010年（平成22年）    | 5,118                 | 5,607                   |
| 2011年（平成23年）    | 5,193                 | 5,690                   |
| 2012年（平成24年）    | 5,406                 | 5,998                   |
| 2013年（平成25年）    | 5,608                 | 6,206                   |
| 2014年（平成26年）    | 5,595                 | 6,115                   |
| 2015年（平成27年）    | 5,808                 | 6,367                   |
| 2016年（平成28年）    | 5,825                 | 6,561                   |
| 2017年（平成29年）    | 5,987                 | 6,738                   |
| 2018年（平成30年）    | 6,121                 | 7,003                   |
| 2019年（令和元年）    | 6,058                 |                         |

## 車站周邊
本站位於歷史悠久的市區北端。市區中央有東武伊勢崎線的新伊勢崎站。
伊勢崎市在幹線道路旁興起多間大型商業設施，但舊市中心如同其他日本地方都市出現了商業衰退的情況。
2008年（平成20年）4月1日起，在伊勢崎市重整社區巴士後，除了8系統以外的全部路線都從本站起訖（不從新伊勢崎站起迄），加上原有的路線巴士，本站成為市內的交通中心。
- 群馬中央巴士（日语：群馬中央バス）伊勢崎營業所
- 伊勢崎市立北小學校
- 伊勢崎市立北第二小學校
- 伊勢崎市立圖書館
- 伊勢崎寿町郵便局
- 伊勢崎郵便局（日语：伊勢崎郵便局）
- 桐生工業伊勢崎工場
- 壽MALL
- 伊勢崎購物商場
- 善應寺（日语：善應寺 (伊勢崎市)）
- 伊勢崎神社（日语：伊勢崎神社）
- 群馬銀行伊勢崎支店
- 足利銀行伊勢崎支店
- 東和銀行（日语：東和銀行）伊勢崎支店
- 群馬縣道75號伊勢崎停車場線（日语：群馬県道75号伊勢崎停車場線） - 站前通

## 巴士路線

### 南口
- 伊勢崎市社區巴士「青空」[19]（委託國際十王交通）

  - 往市內各地
    - [1 赤堀Shuttle]（赤堀支所、Caribbean Beach（日语：カリビアンビーチ））
    - [2 東Shuttle]（東部MALL（日语：スマーク伊勢崎）北、東支所、東公民館）　
    - [3 東西Shuttle]（醫師會醫院、新田曉高校）
    - [4 境Shuttle]（醫師會醫院、境支所、境町站）　
    - [5 南部Shuttle]（福祉廣場、縣立伊勢崎高校）　
    - [6 伊勢崎站北巡迴]（文化會館、華藏寺公園、SUPER MALL伊勢崎）　
    - [7 伊勢崎站南巡迴]（SUPER MALL伊勢崎、市民醫院、市役所、醫師會醫院）
    - [9 波志江・赤堀・東連絡]（赤堀支所、赤堀藝術文化廣場、國定站南口、東部MALL北）

  - 市民醫院方向
    - 上述系統編號[1 - 5、9]路線。各地到本站後再至市民醫院。

- 國際十王交通（日语：国際十王交通）
  - 經堀口、東京福祉大學往本庄站北口
  - 經堀口往東京福祉大學（僅平日）
  - 經堀口、東京福祉大學、本庄站北口往本庄早稻田站（僅週六日）

- 群馬中央巴士（日语：群馬中央バス）
  - 經伊勢崎市民醫院北口、連取往縣立女子大學（週六日、新年停駛）
  - 經文化會館往SMARK伊勢崎（日语：スマーク伊勢崎）
    - 往前橋方向是從伊勢崎市民醫院北口運行。
- JR巴士關東、群馬中央巴士

- - 高速巴士 往練馬站、中野坂上、Busta新宿（新宿站新南口）
- 日本中央巴士（日语：日本中央バス）
  - 夜行高速巴士「Silk Liner」
    - 京都站八條口、大阪難波OCAT（日语：大阪シティエアターミナル）
    - 金山站南口、名古屋站太閤通口、JR奈良站東口、大阪難波OCAT（日语：大阪シティエアターミナル）

  - 夜行高速巴士「仙台Liner」
    - 往仙台站東口

  - 高速巴士「桐生・前橋 - 羽田機場線」
    - 往羽田機場

## 相鄰車站
東日本旅客鐵道
■兩毛線
駒形－伊勢崎－國定
此站至國定站之間曾設有東伊勢崎站，於1968年棄用，並於1987年起廢除。
 東武鐵道
 伊勢崎線
- ■特急「兩毛」起迄站

■普通
新伊勢崎（TI 24）－伊勢崎（TI 25）

### 使用情況

#### JR東日本
1. 1 2 3  . 東日本旅客鉄道.   [2019-07-05]. （原始内容存档于2019-07-05）.
2. ↑  . 東日本旅客鉄道.   [2016-07-25]. （原始内容存档于2019-03-28）.
3. ↑  . 東日本旅客鉄道.   [2016-07-25]. （原始内容存档于2019-03-28）.
4. ↑  . 東日本旅客鉄道.   [2016-07-25]. （原始内容存档于2019-03-28）.
5. ↑  . 東日本旅客鉄道.   [2016-07-25]. （原始内容存档于2019-03-27）.
6. ↑  . 東日本旅客鉄道.   [2016-07-25]. （原始内容存档于2019-03-28）.
7. ↑  . 東日本旅客鉄道.   [2016-07-25]. （原始内容存档于2019-03-28）.
8. ↑  . 東日本旅客鉄道.   [2016-07-25]. （原始内容存档于2019-03-28）.
9. ↑  . 東日本旅客鉄道.   [2016-07-25]. （原始内容存档于2019-03-28）.
10. ↑  . 東日本旅客鉄道.   [2016-07-25]. （原始内容存档于2019-03-28）.
11. ↑  . 東日本旅客鉄道.   [2016-07-25]. （原始内容存档于2019-03-28）.
12. ↑  . 東日本旅客鉄道.   [2016-07-25]. （原始内容存档于2019-03-28）.
13. ↑  . 東日本旅客鉄道.   [2016-07-25]. （原始内容存档于2019-03-28）.
14. ↑  . 東日本旅客鉄道.   [2016-07-25]. （原始内容存档于2019-03-28）.
15. ↑  . 東日本旅客鉄道.   [2016-07-25]. （原始内容存档于2019-03-28）.
16. ↑  . 東日本旅客鉄道.   [2016-07-25]. （原始内容存档于2019-03-28）.
17. ↑  . 東日本旅客鉄道.   [2016-07-25]. （原始内容存档于2019-03-23）.
18. ↑  . 東日本旅客鉄道.   [2017-07-22]. （原始内容存档于2019-03-28）.
19. ↑  . 東日本旅客鉄道.   [2017-07-22]. （原始内容存档于2019-03-21）.
20. ↑  . 東日本旅客鉄道.   [2020-07-12]. （原始内容存档于2020-07-10）.

#### 東武鐵道
1. 1 2  . 東武鉄道.   [2019-07-08]. （原始内容存档于2019-03-10）.
2. ↑   (PDF). 関東交通広告協議会: 17.   [2019-03-10]. （原始内容存档 (PDF)于2019-03-10）.
3. ↑   (PDF). 関東交通広告協議会: 17.   [2019-03-10]. （原始内容存档 (PDF)于2019-03-10）.
4. ↑   (PDF). 関東交通広告協議会: 18.   [2019-03-10]. （原始内容存档 (PDF)于2019-03-10）.
5. ↑   (PDF). 関東交通広告協議会: 18.   [2019-03-10]. （原始内容存档 (PDF)于2019-03-10）.
6. ↑   (PDF). 関東交通広告協議会: 18.   [2019-03-10]. （原始内容存档 (PDF)于2019-03-10）.
7. ↑   (PDF). 関東交通広告協議会: 18.   [2019-03-10]. （原始内容存档 (PDF)于2019-03-10）.
8. ↑   (PDF). 関東交通広告協議会: 18.   [2019-03-10]. （原始内容存档 (PDF)于2019-03-10）.
9. ↑   (PDF). 関東交通広告協議会: 17.   [2019-03-21]. （原始内容存档 (PDF)于2019-03-20）.
10. ↑   (PDF). 関東交通広告協議会: 17.   [2019-03-10]. （原始内容存档 (PDF)于2019-03-10）.
11. ↑   (PDF). 関東交通広告協議会: 17.   [2019-03-10]. （原始内容存档 (PDF)于2019-03-10）.
12. ↑   (PDF). 関東交通広告協議会: 17.   [2019-03-10]. （原始内容存档 (PDF)于2019-03-10）.
13. ↑   (PDF). 関東交通広告協議会: 17.   [2019-07-08]. （原始内容存档 (PDF)于2019-07-08）.

## 外部連結
- 車站資訊（伊勢崎）：東日本旅客鐵道
- 伊勢崎（車站資訊） - 東武鐵道